# Street tape
Street Tape es el nombre del decimoquinto álbum independiente del rapero mexicano C-Kan. Fue lanzado en el año 2011 por el sello discográfico Mastered Trax Latino.

## Lista de canciones
| N.º | Título                                                                         | Duración |  |
| 1.  | «Intro (Me Enrede En La Calle)»                                                | 1:46     |  |
| 2.  | «Me Enrede En La Calle» (feat. Agva)                                           | 3:47     |  |
| 3.  | «Me Quedo Sin Ti, Me Quedo Sin Nada»                                           | 4:07     |  |
| 4.  | «Hubiera Dado Todo»                                                            | 3:27     |  |
| 5.  | «Creo Que Se Te Olvido»                                                        | 4:32     |  |
| 6.  | «Ojalá»                                                                        | 4:15     |  |
| 7.  | «No Te Me Vayas»                                                               | 2:52     |  |
| 8.  | «Lo Quiero Hacer Contigo»                                                      | 3:34     |  |
| 9.  | «Don C»                                                                        | 5:54     |  |
| 10. | «Situaciones Iguales» (feat. Quetzal)                                          | 3:41     |  |
| 11. | «Me Gustaría»                                                                  | 3:47     |  |
| 12. | «Se Les Nota La Envidia»                                                       | 3:54     |  |
| 13. | «Desaparecido»                                                                 | 3:25     |  |
| 14. | «Si Anda de Bocón» (feat. Quetzal, Ab Perez)                                   | 5:00     |  |
| 15. | «Boom Boom Bass (Mexican Remix)» (feaf. Yomille Omar, Big Metra, Ugo Angelito) | 4:38     |  |